# Pachybrachis rugifer
Pachybrachis rugifer es una especie de insecto coleóptero de la familia Chrysomelidae.
Fue descrita científicamente en 1904 por Abeille.